# Макбрайд, Трей
Трей Макбрайд (англ. Trey McBride; 22 ноября 1999, Грили, Колорадо) — профессиональный американский футболист, тайт-энд клуба НФЛ «Аризона Кардиналс». На студенческом уровне выступал за команду университета штата Колорадо. Лучший тайт-энд студенческого футбола по итогам сезона 2021 года. На драфте НФЛ 2022 года был выбран во втором раунде.

## Биография
Трей Макбрайд родился 22 ноября 1999 года в Грили в штате Колорадо. Один из четырёх детей в однополой семье Кейт и Дженнифер Макбрайд. Учился в старшей школе города Форт-Морган. Играл в составе её футбольной команды на позиции тайт-энда, за карьеру набрал на приёме 1737 ярдов с 23 тачдаунами. В 2017 и 2018 годах признавался самым ценным игроком команды. Занимался баскетболом и бейсболом, установил рекорды школы по количеству набранных очков, хоум-ранов и RBI. После окончания школы поступил в университет штата Колорадо.

### Любительская карьера
В футбольном турнире NCAA Макбрайд дебютировал в 2018 году. Он сыграл двенадцать матчей, набрав 89 ярдов с тачдауном. В сезоне 2019 года он принял участие в двенадцати играх. По итогам года его включили в состав сборной звёзд конференции Маунтин Вест. Перед началом турнира 2020 года Макбрайд был выбран одним из капитанов команды. Он сыграл во всех четырёх играх сокращённого из-за пандемии COVID-19 сезона, и стал первым с 1984 года тайт-эндом «Колорадо Стейт Рэмс», набравшим больше всех в команде ярдов на приёме. Издание Pro Football Focus включило его в команду звёзд Маунтин Вест.
В 2021 году он сыграл в стартовом составе в двенадцати играх сезона, ставшего одним из лучших в истории студенческого футбола для тайт-эндов. Макбрайд стал самым результативным игроком своего амплуа в I дивизионе NCAA, сделав 90 приёмов на 1121 ярд. По итогам года его включили в сборные звёзд конференции и NCAA. Он стал обладателем награды Джона Мэки, присуждаемой лучшему тайт-энду студенческого футбол. В начале 2022 года Макбрайд был приглашён на матч звёзд выпускников колледжей и съезд скаутов клубов НФЛ.

#### Статистика выступлений в NCAA
| Сезон | Команда             | Игры | Приём | Приём | Приём | Приём | Вынос | Вынос | Вынос | Вынос |
| Сезон | Команда             | Игры | Rec   | Yds   | Y/A   | TD    | Att   | Yds   | Y/A   | TD    |
| ----- | ------------------- | ---- | ----- | ----- | ----- | ----- | ----- | ----- | ----- | ----- |
| 2018  | Колорадо Стейт Рэмс | 12   | 7     | 89    | 12,7  | 1     | 2     | 3     | 1,5   | 0     |
| 2019  | Колорадо Стейт Рэмс | 12   | 45    | 560   | 12,4  | 4     | 0     | 0     | 0,0   | 0     |
| 2020  | Колорадо Стейт Рэмс | 4    | 22    | 330   | 15,0  | 4     | 0     | 0     | 0,0   | 0     |
| 2021  | Колорадо Стейт Рэмс | 12   | 90    | 1121  | 12,5  | 1     | 0     | 0     | 0,0   | 0     |
| Всего | Всего               | 40   | 164   | 2100  | 12,8  | 10    | 2     | 3     | 1,5   | 0     |

### Профессиональная карьера
Перед драфтом НФЛ 2022 года издание Bleacher Report прогнозировало Макбрайду выбор в третьем раунде, отмечая, что потенциально он способен побороться за место в стартовом составе одного из клубов лиги. Аналитик Нейт Тайс к сильным сторонам игрока относил его антропометрические данные, уровень атлетизма, хорошую работу на маршрутах, умение находить уязвимые места в зонной защите соперника и надёжность при ловле мяча. Среди недостатков назывались низкая эффективность в роли блокирующего, небольшое количество ярдов, набираемых после приёма, и низкую результативность вблизи зачётной зоны соперника.
На драфте Макбрайд был выбран «Аризоной» во втором раунде под общим 55 номером. В мае 2022 года он подписал с клубом четырёхлетний контракт на сумму около 6,3 млн долларов. В первой части своего дебютного сезона он адаптировался к НФЛ и изучал схемы игры команды, но после травмы основного тайт-энда Зака Эрца получил место в стартовом составе. Роль Макбрайда в нападении «Кардиналс» постепенно возрастала и регулярный чемпионат он завершил с 29 приёмами на 265 ярдов с одним тачдауном.

#### Статистика выступлений в НФЛ

##### Регулярный чемпионат
| Сезон | Команда           | Игры | Приём | Приём | Приём | Приём | Вынос | Вынос | Вынос | Вынос |
| Сезон | Команда           | Игры | Rec   | Yds   | Y/A   | TD    | Att   | Yds   | Y/A   | TD    |
| ----- | ----------------- | ---- | ----- | ----- | ----- | ----- | ----- | ----- | ----- | ----- |
| 2022  | Аризона Кардиналс | 16   | 29    | 265   | 9,1   | 1     | 0     | 0     | 0,0   | 0     |
| Всего | Всего             | 16   | 29    | 265   | 9,1   | 1     | 0     | 0     | 0,0   | 0     |